# Gloydius shedaoensis
Gloydius shedaoensis är en ormart som beskrevs av Zhao 1979. Gloydius shedaoensis ingår i släktet Gloydius och familjen huggormar. IUCN kategoriserar arten globalt som sårbar. Inga underarter finns listade i Catalogue of Life.
Arten lever endemisk på den kinesiska ön Shedao som ligger nära halvön Liaodong i Gula havet. Ormen lever vanligen i områden med gräs och buskar. Den hittas även nära skogskanter, vägar, dammar och klippor.
Gloydius shedaoensis jagar mindre fåglar och gnagare.